# Syria International 2010
Die Syria International 2010 im Badminton fanden vom 4. bis zum 7. August 2010 in Damaskus statt.

## Sieger und Platzierte
| Disziplin    | Gold                                | Silber                                     | Bronze                                    |
| ------------ | ----------------------------------- | ------------------------------------------ | ----------------------------------------- |
| Herreneinzel | Heri Setiawan                       | Ali Shahhosseini                           | Atannejad Soroush Eskandari               |
| Herreneinzel | Heri Setiawan                       | Ali Shahhosseini                           | Abdul Alwahed Nowras                      |
| Dameneinzel  | Özge Bayrak                         | Malvinne Ann Venice Alcala                 | Thilini Jayasinghe                        |
| Dameneinzel  | Özge Bayrak                         | Malvinne Ann Venice Alcala                 | Öznur Çalışkan                            |
| Herrendoppel | Kashif Sulehri Rizwan Azam          | Ebrahim Jafar Al Sayed Jafar Heri Setiawan | Ali Shahhosseini Mohammadreza Kheradmandi |
| Herrendoppel | Kashif Sulehri Rizwan Azam          | Ebrahim Jafar Al Sayed Jafar Heri Setiawan | Lasitha Karunathilake Kasun Madusakna     |
| Damendoppel  | Cemre Fere Özge Bayrak              | Neslihan Kılıç Neslihan Yiğit              | Kream Hadeal Mahmod Sana                  |
| Damendoppel  | Cemre Fere Özge Bayrak              | Neslihan Kılıç Neslihan Yiğit              | Dina Nage Hadia Hosny                     |
| Mixed        | Lasitha Menaka Renu Hettiarachchige | Emre Vural Özge Bayrak                     | Ramazan Öztürk Neslihan Kılıç             |
| Mixed        | Lasitha Menaka Renu Hettiarachchige | Emre Vural Özge Bayrak                     | Ammar Awad Sanna Mahmoud                  |